# Apró fillércsiga
Az apró fillércsiga vagy örvényes tányércsiga (Anisus vorticulus) a csigák (Gastropoda) osztályának Lymnaeoidea öregcsaládjába, ezen belül a Planorbidae családjába tartozó európai elterjedésű, állóvizekben élő vízicsiga.

## Előfordulása
Európai és nyugat-szibériai faj. Elsősorban Közép- és Dél-Európában honos. Élettere északon Dél-Svédországig, keleten az Ob folyóig, nyugaton a Brit-szigetekig terjed. Szórványosan előfordul Észak-Kazahsztánban és Törökországban is. Svájcban 500 m magasságig találták meg.
Magyarországon népes állományát mutatták ki az Alpári-Holt-Tiszában.

## Megjelenése
Az apró fillércsiga háza erősen lapított korong alakú, 0,6-1,2 mm magas, 2,5–7 mm széles és 5-5,5 kanyarulatból áll. Színe barnás szaruszín. Alsó oldala lapos, míg a felső kissé homorú. Kanyarulatai domborúak, köztük a varratok jól definiáltak. Az utolsó kanyarulat közepén tompa él húzódik. Szájadéka ellipszis alakú, ferdén metszett. Az állat szürkésfekete, vére piros.
Hasonló faj a lemezcsiga (Anisus vortex), de a fillércsiga kisebb, házán a kiemelkedés tompa és kanyarulatai mindkét oldalon kerekítettek.

## Életmódja
Álló vagy lassan mozgó, növényzetben gazdag, tiszta vizek lakója. Kedveli a víz magas oxigén- és kalciumszintjét. Gyakran a felszínen, a békalencse (Lemna) között úszva található. Moszatokkal táplálkozik, amelyeket a vízinövények felületéről kapargat le. Elviseli élőhelye ideiglenes kiszáradását nyáron és teljes befagyását télen. A túl gyors folyású vizeket vagy a növényzettel teljesen benőtt környezetet nem tolerálja.
A 3 mm átmérőjű csigák már képesek szaporodni. Egy egyed évente összesen kb. 500 petét rak május és augusztus között. Alkalmanként 1-6 petét tartalmazó csomagot rak le, amelyek a vízimadarak lábára tapadhatnak és más vizekbe is átvihetik a csigát. 24 °C-on 10 nap alatt kikelnek a kiscsigák, amelyek három hónap alatt érik el a 4 mm átmérőt a következő év júniusára pedig elérik végleges méretüket. A csigák többnyire a második telükön pusztulnak el.

## Természetvédelmi helyzete
Bár nagy területen elterjedt, populációi szigetszerűek. Élőhelyeit a lecsapolás, szennyezés és a műtrágyázás okozta eutrofizáció fenyegeti. Angliában minden populációja veszélyeztetett. Ausztriában az 1990-es évek óta drámaian visszaesett a létszáma és a Donau-Auen Nemzeti Parkból ki is pusztult. Kritikus a helyzete Németországban, Dél-Svájcban és Csehországban is. 2011-ben Németországban az év csigájának választották.
Magyarországon védett, természetvédelmi értéke 5000 Ft.